# Вадд
Вадд (араб. ود‎) — имя бога луны и орошения в древнеарабской мифологии. Слово «вадд» в переводе с арабского означает «любимый». В официальном пантеоне он занимал второе место после Астара. В святилище оазиса Думат, были собраны изваяния разных древнеарабских богов, среди них была и гигантская статуя божества Вадда в виде человека с мечом, копьём, луком и колчаном стрел. Вадд упоминается в Коране в суре «Нух» как один из богов, которым поклонялся народ Нуха вместе с именами других идолов — Сува, Йагуса, Йакука, Насра. 

И они замыслили великий заговор и сказали: “Не отрекайтесь от ваших богов: Вадда, Сувы, Йагуса, Йаука и Насра”.
—  71:22-23 (Османов)
Согласно толкованию к этому аяту, данному сподвижником пророка Мухаммада ибн Аббасом, эти идолы были воздвигнуты в честь праведных людей из народа Нуха.
Храм, посвященный Вадду, был снесён по приказу пророка Мухаммада отрядом Халида ибн аль-Валида. Те, кто сопротивлялся сносу, были убиты.